# Декејтур (Џорџија)
Декејтур (Џорџија) (енгл. Decatur) град је у америчкој савезној држави Џорџија. По попису становништва из 2010. у њему је живело 19.335 становника.

## Демографија
Према попису становништва из 2010. у граду је живело 19.335 становника, што је 1.188 (6,5%) становника више него 2000. године.
| Група             | 2000.          | 2010.          |
| Белци             | 11.733 (64,7%) | 13.806 (71,4%) |
| Афроамериканци    | 5.532 (30,5%)  | 3.910 (20,2%)  |
| Азијати           | 298 (1,6%)     | 564 (2,9%)     |
| Хиспаноамериканци | 304 (1,7%)     | 612 (3,2%)     |
| Укупно            | 18.147         | 19.335         |